# 바르셀로나 백국

바르셀로나 백국(라틴어: Comitatus Barcinonensis, 카탈루냐어: Comtat de Barcelona)은 중세 이베리아반도 북동부에 있던 정체로, 본래 카롤루스 제국의 남부 변경이었으나 10세기부터 바르셀로나 백작은 프랑크 왕국의 지배로부터 벗어나 점차 독립을 얻었고, 이후 바르셀로나가가 세습 통치하며 무슬림의 코르도바 토후국 및 그 후계 국가들과 끊임없이 전쟁을 벌였다. 바르셀로나 백작들은 결혼, 동맹, 조약을 통해 다른 카탈루냐 백국들을 획득하거나 속국으로 만들고 옥시타니아에 대한 영향력도 확대하였다. 1164년 바르셀로나 백국은 아라곤 왕국과 동군연합을 맺었다. 이후 백작령의 역사는 아라곤 연합왕국의 역사 하에 포함되지만 바르셀로나시는 여전히 그 속에서 중요한 지위를 유지하였다.
연합왕국 내에서 바르셀로나 백국은 다른 카탈루냐 백국들과 점차 합병되어 카탈루냐 공국으로 발전하였으며, 이는 바르셀로나 백국의 제도적, 영토적 연속성을 계승하였다.

## 같이 보기
- 카탈루냐의 역사
- 스페인 변경
- 바르셀로나 백작